# Feytiat
 Feytiat  (en occitano Festiac) es una población y comuna francesa, situada en la región de Lemosín, departamento de Alto Vienne, en el distrito de Limoges y cantón de Limoges-Panazol.

## Demografía
| 1293 | 1566 | 2941 | 3573 | 4408 | 5273 | 5754 |
| Para los censos de 1962 a 1999 la población legal corresponde a la población sin duplicidades (Fuente: INSEE [Consultar]) |      |      |      |      |      |      |